# Casa de Huéspedes 24
Casa de Huéspedes 24 (en hangul, 하숙 24번지) también conocida como Boarding House 24 es una serie de televisión surcoreana de comedia emitida durante 2014 y protagonizada por Kim Kwang Gyu, Do Hee, Ken (integrante de la banda VIXX), Kim Dong Joon, High Top, Hyun Young, Kim Sa Eun y Park Se Mi.
Fue trasmitida por el canal de pago MBC Every1 desde el 23 de septiembre hasta el 9 de diciembre de 2014, finalizando con una longitud de 12 episodios emitidos las tardes cada martes a las 18:00 KST.

## Sinopsis
El personaje de Kim Kwang-kyu en un principio descubre que dejó embarazada a una de las mujeres con las que estuvo en 1990, por lo cual decide buscar a su hijo o hija de 24 años, estableciendo una pensión y haciendo lo posible porque ellos vivan allí, hasta que lo logra y se da cuenta de que todos son totalmente diferentes.

## Reparto
- Kim Kwang-kyu como el Dueño de la Pensión.
- Do Hee como Do Hee.
- Ken como Lee Jae Hwan.
- Kim Dong Joon como Kim Dong Joon.
- High Top como Lee Bang In.
- Cho Hyun Young como Cho Hyun Young.
- Kim Sa Eun como Kim Sa Eun.
- Park Se Mi como Se Mi.